# 艾可米来·吾买尔江
艾可米来·吾买尔江（英語：Aikemilai Wumaierjiang，1977年6月1日—），新疆昭苏人，维吾尔族，恐怖组织东突厥斯坦伊斯兰运动成员，为中华人民共和国公安部认定通缉的第二批东突分子之一，被国际刑警组织通缉。

## 犯罪活动
2006年，艾可米来·吾买尔江非法出境，2007年12月，受东突厥斯坦伊斯兰运动恐怖组织骨干夏米斯丁艾合麦提·阿布都米吉提分裂和极端思想宣传、蛊惑，加入组织。同月，吾买尔江协助阿布都米吉提，在中东某国购买了大量制爆化学原料，基本完成制爆准备，多次对当地的中国目标进行察看，最终将一个有大量中国商人聚集的大型市场列为袭击目标，企图在北京奥运会开幕前对该市场实施爆炸。